# Turi Ferro
Turi Ferro (* 10. Januar 1921 in Catania, Sizilien; † 11. Mai 2001 ebenda) war ein italienischer Schauspieler.

## Leben und Karriere
Turi Ferro war in erster Linie Theaterschauspieler und erwarb sich hier große Anerkennung; im Laufe seiner Karriere spielte er in Theaterproduktionen berühmter Regisseure wie Roberto Rossellini und Giorgio Strehler. Gemeinsam mit seiner Ehefrau Ida Carrara (1928–2013), mit der er bis zu seinem Tod verheiratet blieb und drei Kinder hatte, gründete Ferro 1953 eine eigene Theaterproduktion. Fünf Jahre später war er auch Mitgründer des Theaterhauses Teatro Stabile di Catania in seiner Heimatstadt Catania. Ferro spielte in vielen lokal angesiedelten Werken sizilianischer Autoren und galt weithin als bester sizilianischer Schauspieler seiner Generation. Auch Regisseurin Lina Wertmüller, mit der er bei drei Filmprojekten zusammenarbeitete, schrieb 2012, Ferro sei der „größte sizilianische Schauspieler hinter Angelo Musco“ (Musco, 1872–1937, gilt als sizilianische Theaterlegende). Der britische The Guardian sah ihn in seinem Nachruf als einen der größten italienischen Theaterschauspieler in der zweiten Hälfte des 20. Jahrhunderts, der überzeugend sowohl in Klassikern als auch in gegenwärtigen Stücken gespielt habe.
In Film- und Fernsehproduktionen stand Ferro erst mit über 40 Jahren vor der Kamera, hier spielte er unter anderem einen Mafioso in Lina Wertmüllers Mimi, in seiner Ehre gekränkt und hatte eine seiner wenigen Film-Hauptrollen 1974 in der Komödie Virilità.
Für die Rolle eines verwitweten Vaters, der sein Dienstmädchen heiraten will, in der Komödie Malizia erhielt er 1974 den Nastro d’Argento als Bester Nebendarsteller. Im selben Jahr erhielt er auch den David speciale, einen Spezialpreis unter den David di Donatellos, der ihm für sein Lebenswerk und die Hochwertigkeit seiner Darstellungen verliehen wurde. Im Fernsehen war Ferro mehrfach in Miniserien des Senders Rai zu sehen. Seine letzte Rolle spielte im Jahr 1998 in Tu Ridi unter Regie von Vittorio und Paolo Taviani.
Anfang 2000 stürzte Ferro auf der Bühne und konnte daraufhin nicht mehr laufen. Im Mai 2001 starb er im Alter von 80 Jahren an einem Herzinfarkt.

## Filmografie (Auswahl)
- 1961: Il marchese di Ruvolito (Fernsehfilm)
- 1962: Gebrandmarkt (Un uomo da bruciare)
- 1965: Ich habe sie gut gekannt (Io la conoscevo bene)
- 1966: Melissa (Fernseh-Miniserie, 6 Folgen)
- 1968: Der Coup der 7 Asse (Sette volte sette)
- 1971: Das Verfahren ist eingestellt: Vergessen Sie's! (L'istruttoria è chiusa: dimentichi)
- 1972: Mimi, in seiner Ehre gekränkt (Mimì metallurgico ferito nell’onore)
- 1972: Gewalt – die fünfte Macht im Staat (La violenza: quinto potere)
- 1972: Mordanklage (Imputazione di omicidio per uno studente)
- 1973: Malizia
- 1974: Virilità
- 1978: Blutfehde (Fatto di sangue fra due uomini per causa di una vedova. Si sospettano moventi politici)
- 1979: Ernesto
- 1982: Die fünfte Frau (La quinta donna) (Fernseh-Miniserie, 3 Folgen)
- 1989: Die Väter des Nardino
- 1991: Malizia 2mila
- 1998: Tu ridi